# Dipoenata canariensis
Dipoenata canariensis är en spindelart som först beskrevs av Jörg Wunderlich 1987.  Dipoenata canariensis ingår i släktet Dipoenata och familjen klotspindlar.
Artens utbredningsområde är Kanarieöarna. Inga underarter finns listade i Catalogue of Life.